# Borgarbo
Borgarbo är en bebyggelse i Järlåsa socken i Uppsala kommun. Från 2015 avgränsar SCB här en småort.